# فردوسی شرقی
فردوسی شرقی (نام علمی: Erythrina orientalis) نام یک گونه از سرده فردوسی است.